# Arthur Anderson

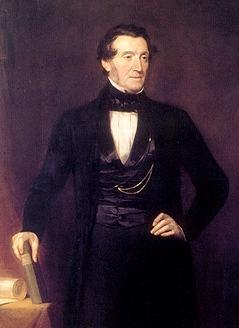
Arthur Anderson

Arthur Anderson (* 19. Februar 1791 in Böd of Gremista, Lerwick, Shetlandinseln; † 28. Februar 1868 in Norwood, London Borough of Lambeth) war ein englischer Unternehmer und Politiker.
Arthur Anderson trat zuerst in die Marine ein, die er jedoch 1815 wegen mangelnder Aussicht auf Beförderung wieder verließ, und widmete sich dem Handelswesen.
Seine erste größere Unternehmung war die Beteiligung an der Ausrüstung der Expedition Dom Pedros gegen die Herrschaft Dom Miguels in Portugal. Eine hervorragende Rolle spielte er dann in der Anti-Korngesetz-Bewegung als Mitglied der League, durch Wort und Schrift für den Freihandel kämpfend.
Im Jahr 1847 zum Parlamentsmitglied für den Wahlkreis Orkney and Shetland gewählt, trat er für die Aufhebung der Navigationsakte und anderer die Entwicklung des Handels hemmender Gesetze energisch in die Schranken.
Anderson war 1834 zusammen mit Brodie McGhie Willcox Gründer der Peninsular Steam Navigation Company und seit 1867 Hauptdirektor der nunmehrigen Peninsular and Oriental Steam Navigation Company („P&O“), welche bis in die 1950er Jahre fast den ganzen Post- und Passagierverkehr zwischen England, der iberischen Halbinsel und ab 1852 den östlichen englischen Kolonien betrieb.
Anderson gründete außerdem aus seinen eignen bedeutenden Mitteln eine Bildungsanstalt für Handwerker in Norwood, eine andre in Lerwick für arme Kinder der Shetlandinseln und Anstalten zur Erziehung der Kinder von Seeleuten, Handwerkern und Angehörigen der genannten Dampfschiffahrtsgesellschaft.
Anderson starb am 28. Februar 1868 in Norwood bei London und fand auf dem West Norwood Cemetery (London Brough of Lambeth) seine letzte Ruhestätte.
Dieser Artikel basiert auf einem gemeinfreien Text aus Meyers Konversations-Lexikon, 4. Auflage von 1888 bis 1890.
| Personendaten    | Personendaten                                                       |
| ---------------- | ------------------------------------------------------------------- |
| NAME             | Anderson, Arthur                                                    |
| KURZBESCHREIBUNG | englischer Unternehmer und Politiker, Mitglied des House of Commons |
| GEBURTSDATUM     | 19. Februar 1791                                                    |
| GEBURTSORT       | Lerwick                                                             |
| STERBEDATUM      | 28. Februar 1868                                                    |
| STERBEORT        | Norwood (London)                                                    |